# یادبود حقوق مدنی
یادبود حقوق مدنی (انگلیسی: Civil Rights Memorial)یک نماد در مونتگمری، آلاباما واقع در ایالات متحده آمریکا ست.
این نماد به یاد ۴۱ نفری می‌باشد که در مبارزه برای برابری و مساوات همه مردم بدون در نظر گرفتن نژاد، در جریان جنبش مدنی در ایالات متحده آمریکا جان خود را از دست دادند.
نام‌های موجود در این یادبود متعلق به کسانی ست که بین سال‌های ۱۹۵۴ و ۱۹۶۸ جان باختند. این تاریخ از این جهت انتخاب شده زیرا درسال۱۹۵۴ دادگاه عالی ایالات متحده آمریکا تصریح کرد که جداسازی نژادی در مدارس غیرقانونی ست و سال ۱۹۶۸ میلادی مارتین لوتر کینگ به قتل رسید.
این بنا توسط مایا لین ساخته شده، کسی که بخاطر ساختن یادبود جانبازان ویتنام در واشینگتن معروف می‌باشد.
این یادبود در سال ۱۹۸۹ بازگشایی شد.

## طراحی
مفهوم طرح این یادبود بر اساس اثر تسکین دهندگی و بهبود بخشی آب است. این معنا الهام گرفته از سخنان مارتین لوتر کینگ است که گفته بود: «ما راضی نخواهیم شد تا عدالت مانند جریان قدرتمند آب جاری شود.» این سخنان قسمتی از سخنرانی: من یک آرزو دارم … مارتین لوتر کینگ در ۲۸ اوت ۱۹۶۳ در واشینگتن می‌باشد که برگرفته از کتاب مقدس است.
این یادبود به‌شکل چشمه نامتقارن سنگی به‌شکل قیف می‌باشد؛ که نوارهای آب در بالای مخروط جریان دارد که حاوی ۴۱ اسم می‌باشد.
یادبود نشان دهنده آرمان‌های جنبش حقوق مدنی برای پایان دادن به تفکیک نژادی است.

## محل
این یادبود در مرکز شهر مونتگومری در خیابان ۴۰۰ واشینگتن در یک میدان باز قرار دارد که مقابل دفتر حقوق فقرای جنوب است.
برای بازدید همگان به‌طور ۲۴ ساعت و هفت روز هفته باز است.
این محل تنها چند بلوک از دیگر اماکن تاریخی فاصله دارد. امکان تاریخی مانند کلیسای باپتیست، مجلس دولتی آلاباما و اداره بایگانی و تاریخ آلاباما که در آن اسناد تاریخی بایگانی شده‌است.